# Otto Nußbaumer

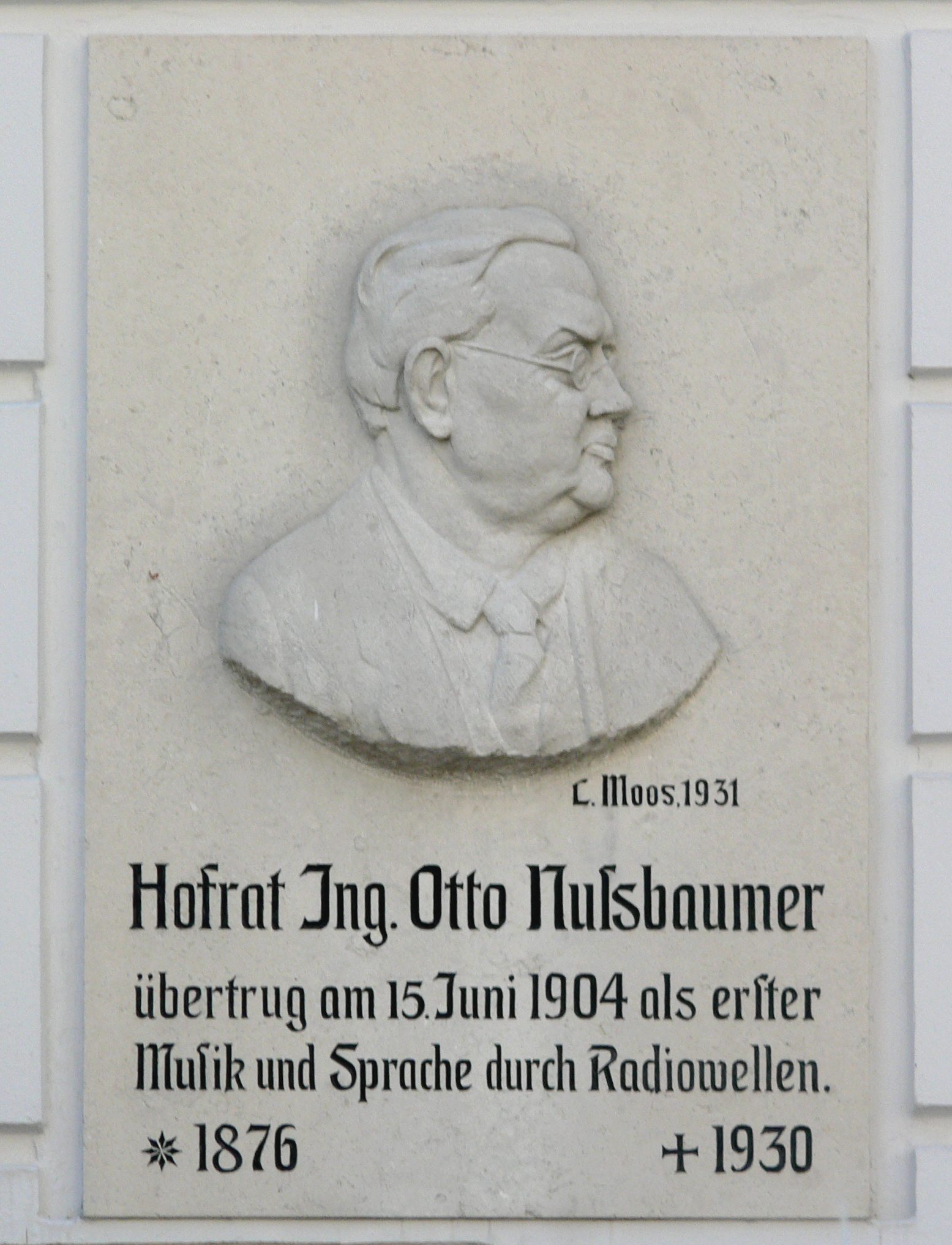
Gedenktafel an der Neuen Residenz in Salzburg

Otto Nußbaumer (* 31. März 1876 in Wilten bei Innsbruck; † 5. Mai 1930 in Salzburg) war ein österreichischer Physiker und Rundfunkpionier.

## Leben
Nach dem Besuch der Grazer Landsoberrealschule absolvierte Nußbaumer das Maschinenbaustudium an der Technischen Hochschule Graz, das er 1901 abschloss. Anschließend war er sechs Jahre lang Assistent am Institut für Physik bei Albert von Ettingshausen. Hier gelang ihm am 15. Juni 1904 als Erstem die drahtlose Übertragung von Musik plus Sprache, d. h. die weltweit erste Radiosendung. Bei ihr erklang die steirische Landeshymne. Die Reichweite der Sendung bewegte sich zwar in experimentell-bescheidenem Rahmen (knapp 30 Meter), Nußbaumers physikalische Priorität als Radiopionier steht aber sachlich gesehen außer Frage. Wieso sein Radioübertragungsprozess allerdings so gut funktionierte, wurde wissenschaftlich erst im Rückblick voll verständlich. Nußbaumer hatte zufällig eine besonders günstige Versuchsanordnung gewählt. Erst durch deutlich spätere physikalische Erkenntnisse wurde klar, welche genauen Mechanismen seine Übertragung tatsächlich verursacht hatten.
Nußbaumer verfolgte die von ihm eingesetzte Technologie am Grazer Physik-Institut nicht weiter. Er arbeitete ab 1908 als Landesbeamter im Baudepartement in Salzburg.